# 1828 en arts plastiques
| Années des arts plastiques : 1825 - 1826 - 1827 - 1828 - 1829 - 1830 - 1831    |
| Décennies des arts plastiques : 1790 - 1800 - 1810 - 1820 - 1830 - 1840 - 1850 |

Paysage de John Constable.

Cette page concerne l'année 1828 en arts plastiques.

## Naissances
- 3 janvier : Jean-Marie Villard, instituteur français devenu photographe et peintre († 16 août 1899),
- 28 février : Antonio Rotta, peintre italien († 11 septembre 1903),
- 20 mars : Takahashi Yuichi, peintre japonais († 6 juillet 1894),
- 26 mars : Louis Dauvergne, peintre français († 31 juillet 1899),
- 30 mars : François Bocion, peintre et professeur de dessin suisse († 12 décembre 1890),
- 18 avril : August von Wille, peintre allemand († 31 mars 1887),
- 20 avril : Jean Pierre François Lamorinière, peintre belge († 3 janvier 1911),
- 12 mai : Dante Gabriel Rossetti, poète, écrivain et peintre britannique († 10 avril 1882),
- 3 juin : Otto von Faber du Faur, peintre et militaire allemand († 10 août 1901),
- 13 juin : Jules-Élie Delaunay, peintre français († 5 septembre 1891),
- 18 juin : Camille Alfred Pabst, peintre français († 30 septembre 1898),
- 20 juin : Louis-Marie Baader, peintre français († 2 décembre 1920),
- 26 juin : Jean-François Batut, peintre français († 21 mai 1907),
- 2 juillet : Jules Jacques Veyrassat, peintre et graveur français de l'École de Barbizon († 12 avril 1893),
- 5 juillet : Paul Gabriël, peintre, dessinateur et graveur néerlandais († 23 août 1903),
- 7 juillet : André Benoît Perrachon, peintre français († 30 décembre 1908),
- 8 juillet : Gabriel Ranvier, peintre français († 25 novembre 1879),
- 11 juillet : Gustave-Henri Colin, peintre français († 28 décembre 1910),
- 14 juillet : Jervis McEntee, peintre américain († 27 janvier 1891),
- 17 juillet : George Bernard O'Neill, peintre de genre irlandais († 23 septembre 1917),
- 19 juillet : Émile Michel, peintre et critique d'art français († 24 mai 1909),
- 8 août : August Attenhofer, peintre suisse († 18 septembre 1862),
- 15 août : Albert de Balleroy, peintre français († 19 août 1872),
- 26 septembre : Louis-Victor Gesta, peintre-verrier français († 6 septembre 1894),
- ? septembre : Annibale Gatti, peintre italien († 13 août 1909),
- 9 octobre : Ferdinand von Piloty, peintre, illustrateur et fresquiste bavarois († 21 décembre 1895),
- 26 octobre : Étienne Leroy, peintre français († 21 novembre 1876),
- 6 novembre : Adolph Northen, peintre allemand († 28 mai 1876),
- 7 novembre : Paul Baudry, peintre français († 17 janvier 1886),
- 14 novembre : Gabriele Castagnola, peintre italien († 30 août 1883),
- 19 novembre : Félix-Henri Giacomotti, peintre français d'origine italienne († 10 mai 1909),
- 22 novembre : Pierre De Coninck, peintre français († 5 juillet 1910),
- 15 décembre : Édouard Delessert, peintre, archéologue et photographe français († 27 mars 1898),
- 26 décembre : Hubert Rohault de Fleury, peintre français († 11 octobre 1910),

- ? :
  - Domenico Marchiori, peintre italien († 1905),
  - Charles Henry Middleton, historien de l'art britannique († 1910),

- Vers 1828 :
- Pietro Pezzati, peintre italien († 1890).

## Décès
- 5 janvier : Adrien Taunay, peintre et dessinateur français (° 1803),
- 13 janvier : Alexandre-Auguste Robineau, peintre et musicien français (° 23 avril 1747),
- 23 janvier : Giuseppe Quaglio, peintre et scénographe italien ° 2 décembre 1747),
- 7 février : Henri-François Riesener, peintre français (° 19 octobre 1767),
- 16 avril : Francisco de Goya, peintre espagnol (° 30 mars 1746),
- 15 juillet : Jean-Antoine Houdon, sculpteur français (° 20 mars 1741),
- 3 août :  Louis Lafitte, peintre français (° 15 novembre 1770),
- 23 septembre : Richard Parkes Bonington, peintre britannique (° 25 octobre 1802),
- 12 octobre : François-Gédéon Reverdin, peintre, dessinateur, graveur et enseignant suisse (° 15 mai 1772),
- 8 novembre : Thomas Bewick, graveur et ornithologue britannique (° 1753),
- 28 novembre : Jacques-Augustin-Catherine Pajou, peintre français (° 27 août 1766),
- ? : Charlotte Eustache Sophie de Fuligny-Damas (marquise de Grollier), peintre française (° 21 décembre 1741).